# Pajangan
Pajangan is een bestuurslaag in het regentschap Lamongan van de provincie Oost-Java, Indonesië. Pajangan telt 1997 inwoners (volkstelling 2010).